# Osaka International 2010
Die Osaka International 2010 im Badminton fanden vom 7. bis zum 11. April 2010 in der Moriguchi statt.

## Medaillengewinner
| Disziplin    | Gold                                | Silber                           | Bronze                             |
| ------------ | ----------------------------------- | -------------------------------- | ---------------------------------- |
| Herreneinzel | Sho Sasaki                          | Kazushi Yamada                   | Kimihiro Yamaguchi                 |
| Herreneinzel | Sho Sasaki                          | Kazushi Yamada                   | Koichi Saeki                       |
| Dameneinzel  | Wang Rong                           | Kaori Imabeppu                   | Yu Hirayama                        |
| Dameneinzel  | Wang Rong                           | Kaori Imabeppu                   | Sayaka Sato                        |
| Herrendoppel | Hirokatsu Hashimoto Noriyasu Hirata | Hiroyuki Endo Yoshiteru Hirobe   | Kimihiro Yamaguchi Yoshio Horikawa |
| Herrendoppel | Hirokatsu Hashimoto Noriyasu Hirata | Hiroyuki Endo Yoshiteru Hirobe   | Naoki Kawamae Shoji Sato           |
| Damendoppel  | Mizuki Fujii Reika Kakiiwa          | Ayaka Takahashi Misaki Matsutomo | Mami Naito Shizuka Matsuo          |
| Damendoppel  | Mizuki Fujii Reika Kakiiwa          | Ayaka Takahashi Misaki Matsutomo | Ikue Tatani Naoko Fukuman          |
| Mixed        | Kenichi Hayakawa Shizuka Matsuo     | Hirokatsu Hashimoto Mizuki Fujii | Liang Jui-wei Shuai Pei-ling       |
| Mixed        | Kenichi Hayakawa Shizuka Matsuo     | Hirokatsu Hashimoto Mizuki Fujii | Kenta Kazuno Reika Kakiiwa         |